# 索洛圖恩 S-18/1000反坦克步槍
索洛圖恩S18-1000步槍是一款瑞士研製，於第二次世界大戰使用的反坦克步槍。它是索洛圖恩S-18/100步槍的一款衍生型，因使用更大口徑的彈藥而有着更高的槍口初速。然而，使用更大威力的彈藥使得後座力十分顯著。此外，它的大小也使得部署和使用都十分困難。

## 流行文化

### 電子遊戲
- 2025年—《應徵入伍》：作為2025年第三季的戰爭通行證獎勵，解鎖後可在軸心國使用。